# 軍管
軍管（ぐんかん）は、1873年から1888年まで、日本陸軍が全国を7つに区分して置いた管区である。鎮台が管轄し、反乱鎮圧や徴兵のための区割りとなった。師団制への移行にともなって廃止された。

## 軍管以前の管地 (1871)
1871年（明治4年）の鎮台条例は、管区について特別の語を用いず、「管」や「管地」について定めた。全国には4つの鎮台があり、鎮台の下に1から3の分営がある。地域は鎮台が直接管轄する地域と、分営が管轄する地域に区分された。当時は府県の改廃が頻繁だったこともあり、区分は国（令制国）で示された。東京鎮台の管地は関東および中部地方の東部、東北鎮台が東北地方、大阪鎮台が近畿地方と四国地方に中部地方西部と中国地方東部とを加えた地域、鎮西鎮台が九州地方と中国地方西部である。北海道はどの鎮台の管地でもない。
この時期の管区は、一律に区分されていないことを特徴とした。これは特に分営の管において顕著であり、東京鎮台の直管が関東地方より広いのに、第3分営は信濃だけを管地にする、といった不均衡があった。

## 軍管の設置 (1873)
軍管は、1873年（明治6年）の鎮台条例改正で設けられた。この改正では、全国に6鎮台を置き、鎮台の管轄地を軍管とした。軍管の名は、その管下の兵員でおおよそ一軍を作ることができることを表す（第2条）。6つの軍管は2ないし3の師管に分割された。師管にはその本営のほかに、2ないし4の分営があり、あわせて全国54の営所が配置された（第3条、第4条）。
おおよそ、関東地方が第1軍管、東北地方が第2軍管、中部地方が第3軍管、近畿地方が第4軍管、中国・四国地方が第5軍管、九州地方が第6軍管、北海道地方が第7軍管と分けられた。第7軍管は区分しただけで、鎮台の管轄ではなく、師管もなかった。この区割りでは、師管の大きさをほぼ同じくらいにそろえたが、東京の第1軍管と大阪の第4軍管だけが3つの師管を持つ、といった不均衡は残っていた。
軍管は、国内反乱に対応する地域分担であり、鎮台はその軍管で発生した反乱に対し、政府の指令を待つことなく鎮圧に出動する権限を持った（第30条）。外国軍に対しては、政府の命があるまで戦闘を極力避け、やむを得ず応戦する場合でも守勢に徹することが求められた（第29条）。

## 徴兵と師団編成のための改正 (1885)
1885年（明治18年）6月の鎮台条例改正で、6つの軍管は一律に2師管を持つことになった。軍管は、反乱鎮圧、所在部隊の管理、対外防衛計画といった従来からの意義のほかに、壮丁の徴募の区分と位置づけられた（第1条）。徴兵令発布後の制度に対応したものである。1777年（明治10年）の西南戦争まで、軍管は鎮台が偵察し警戒すべき地域で、いわば敵として向かい合う対象であったが、士族反乱が後を絶ってそうした必要は薄れた。かわって徴兵制による兵力供給源としての意義が大きくなった。
区割りにおいては、6鎮台に対応する6軍管と空白の第7軍管という点で同じだが、東京と大阪に3つの師管を置いたのを改め、一律に1軍管2師管になった。これにともなう境界変更があり、また、対応する部隊の構成も一律にそろえられた。条例に付属する「七軍管兵備表」が示す兵備は、各軍管に騎兵・砲兵の各1個連隊と工兵・輜重兵の各1個大隊、各師管に歩兵1個旅団（2個連隊）である。軍管には2つの師管が属すから、どの軍管にも、歩兵2個旅団（4個連隊）、騎兵・砲兵各1個連隊、工兵・輜重兵各1個大隊が配置されることになる。対外戦争では、これら部隊が集まって師団を編成し、師団は軍団長の指揮下に入ることが予定された。この場合、師団が出身地域の防衛を顧みることはできないので、留守をあずかる鎮台司令官が別に任命される（第5条）。この制度下での戦争はなかったので、鎮台からの師団編成も、軍団長の任命も、実現はしなかった。が、基本原則は師団制に引き継がれ、日清戦争から日中戦争までの日本の対外戦争を支えることになった。

## 師管に転換して廃止 (1888)
1888年（明治21年）に、鎮台は廃止になり、かわって常設の師団が設けられた。新たに陸軍管区表を制定し、従来の軍管を師管、師管を旅管に改称した。区割りもほぼ前のものを継承し、第1から第7の軍管は、第1から第7の師管に変わった。法令はそろって一新し、名称も多く変更になったが、徴兵のための管区、師団の出征と留守といった原則は、3年前の改正を引き継ぐものであった。
| 年          | 地区名   | 置かれる軍隊 | 平時の司令官          | 出征部隊の司令官 | 留守部隊の司令官     |
| 1871 - 1873 | 規定なし | 鎮台         | 師                    | 規定なし         | 規定なし             |
| 1873 - 1879 | 軍管     | 鎮台         | 鎮台司令官 軍管司令官 | 規定なし         | 規定なし             |
| 1879 - 1885 | 軍管     | 鎮台         | 鎮台司令官 軍管司令官 | 旅団長           | 規定なし             |
| 1885 - 1888 | 軍管     | 鎮台         | 鎮台司令官 軍管司令官 | 師団長           | 別に鎮台司令官を任命 |
| 1888 - 1945 | 師管     | 師団         | 師団長                | 師団長           | 留守師団長           |
| 1945        | 師管区   | 師管区部隊   | 師管区司令官          | 出征しない       | 師管区司令官         |

## 地域の変遷

### 1871年から1873年

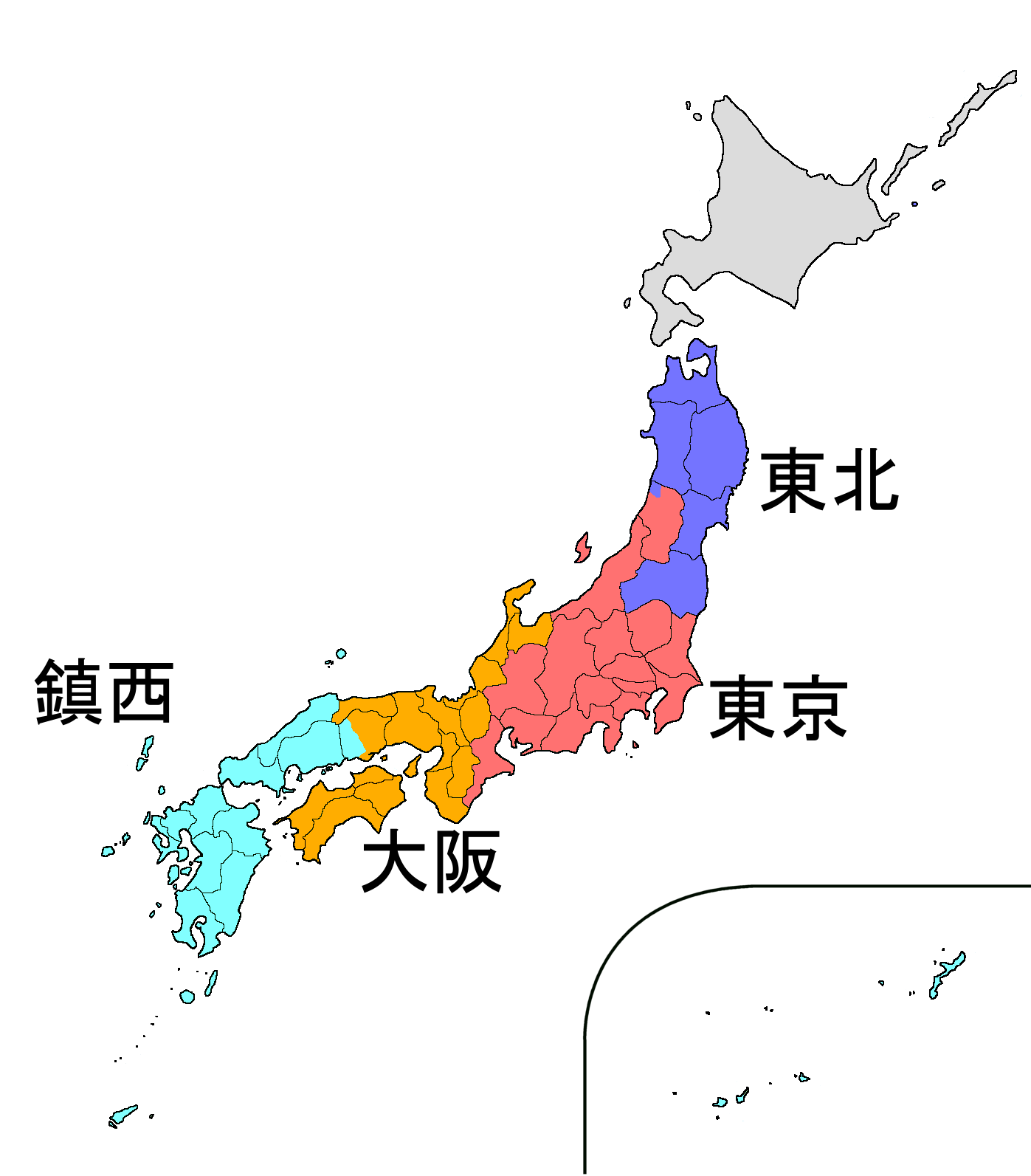
1871年から1873年までの鎮台の管地。都道府県境界は現在のもの。当時の府県の境界とは大きく異なる。

1871年（明治4年）から1873年（明治6年）まで。
- 東京鎮台　関東地方と甲斐・伊豆・駿河
  - 第1分営　越後・羽前・越中・佐渡
  - 第2分営　信濃
  - 第3分営　尾張・伊勢・伊賀・志摩・遠江・三河・美濃・飛騨
- 大阪鎮台　山城・大和・河内・和泉・摂津・紀伊・丹波・播磨・備前・美作
  - 第1分営　若狭・近江・越前・加賀・能登・丹後・但馬・因幡・伯耆
  - 第2分営　四国地方と淡路
- 鎮西鎮台　豊前・豊後・筑前・筑後・肥前・肥後・壱岐・対馬
  - 第1分営　安芸・備中・備後・出雲・岩見・周防・長門・隠岐
  - 第2分営　薩摩・日向・大隅
- 東北鎮台　磐城・岩代・陸前・陸中
  - 第1分営　陸奥・羽後

### 1873年から1885年

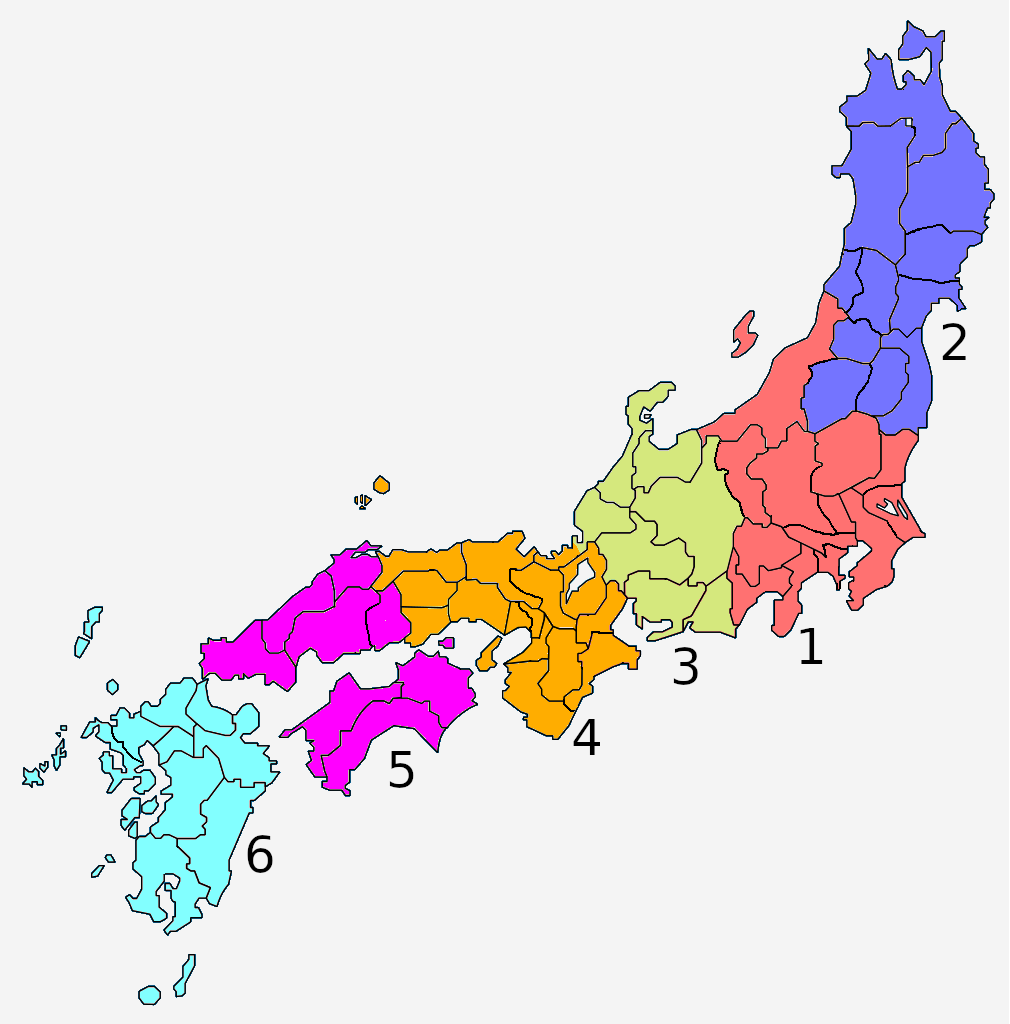
1875年4月、北海道を除く6軍管。府県界は当時のもの

1873年（明治6年）鎮台条例第3条。範囲は条例に示されない。
- 第1軍管（東京鎮台）
  - 第1師管
  - 第2師管
  - 第3師管
- 第2軍管（仙台鎮台）
  - 第4師管
  - 第5師管
- 第3軍管（名古屋鎮台）
  - 第6師管
  - 第7師管
- 第4軍管（大阪鎮台）
  - 第8師管
  - 第9師管
  - 第10師管
- 第5軍管（広島鎮台）
  - 第11師管
  - 第12師管
- 第6軍管（熊本鎮台）
  - 第13師管
  - 第14師管
- 第7軍管

### 1885年から1888年

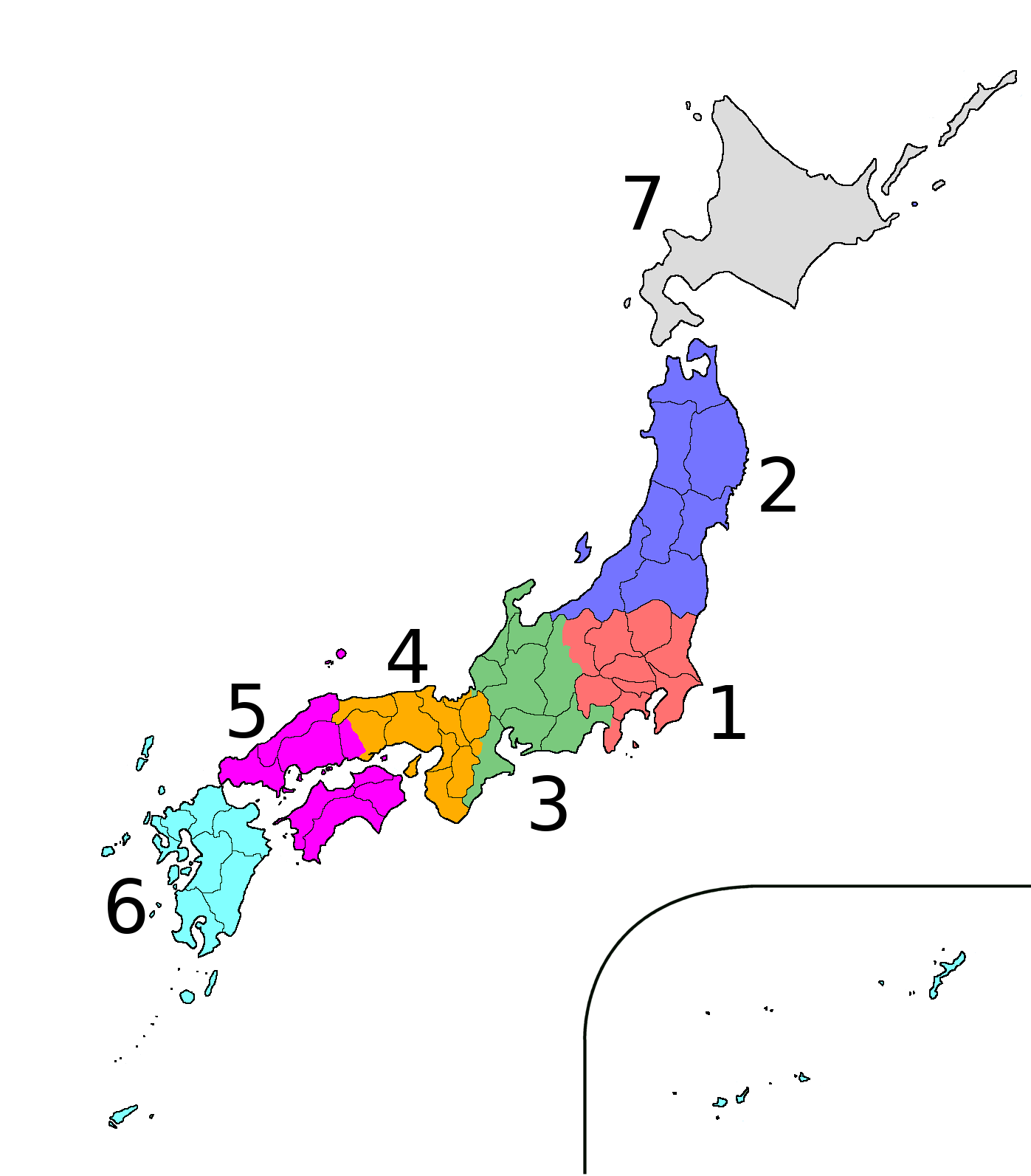
1885年から1888年の軍管

1885年（明治18年）鎮台条例に付属する「七軍管彊域表」。境界について詳しくは各師管の記事を参照されたい。
- 第1軍管（東京鎮台）
  - 第1師管　関東地方西部・甲斐・信濃北東部・伊豆
  - 第2師管　関東地方東部
- 第2軍管（仙台鎮台）
  - 第3師管　東北地方南部と越後・佐渡
  - 第4師管　東北地方北部
- 第3軍管（名古屋鎮台）
  - 第5師管　東海地方と信濃南西部
  - 第6師管　北陸地方と美濃・飛騨・尾張の一部
- 第4軍管（大阪鎮台）
  - 第7師管　京都・大阪を含む近畿地方の大部分
  - 第8師管　若狭・丹波・摂津の一部より西、中国地方の東部
- 第5軍管（広島鎮台）
  - 第9師管　中国地方の西部（備中・出雲以西）
  - 第10師管　四国地方
- 第6軍管（熊本鎮台）
  - 第11師管　九州地方南部（肥後・日向以南）、沖縄を含む
  - 第12師管　九州地方北部
- 第7軍管　北海道